# 林一
林 一（はやし はじめ、1933年 - ）は、日本の翻訳家・物理学者・科学史家。昭和薬科大学名誉教授。専門領域は、理論物理学。
英語で書かれた一般向けの科学書（主に理論物理学関係のもの）を中心に多数の書籍を日本語に翻訳している。翻訳名義に「はやしはじめ」もある。有名な訳書に『エレガントな宇宙』、『ホーキング、宇宙を語る』などがある。

## 略歴
1933年、台北市生まれ。立教大学理学部物理学科卒業。昭和薬科大学教授、のち名誉教授。専攻、理論物理学、科学史。

## 著書

### 単著
- おもしろい相対性理論 : アインシュタインの散歩 林一 著 東京図書 1981
- こども理科年表 講談社(講談社カラー科学大図鑑) 1982
- 薬学のためのアリバイ工作 : 日本近代薬学の性格 林一 著 海鳴社 1983 (Monad books ; 17)
- 中国医学は現代科学を覆すか 林一 著 朝日新聞社 1991
- 幻想交響学マテーシス 林一 著 日本評論社 1993
- 「気」って何だろう : 中国医学に観る気 林一 著 ダイヤモンド社 1995
- シュレディンガーのアヒル 林一 著 青土社 1998
- 日本の薬学教育 : 医療の質を高める薬剤師を 林一 著 日本評論社 2000

### 共著
- 薬学生のための物理学 基礎編1,2 共著　朝倉書店 1986-1987
- 医歯薬系の物理学 : からだと生命の基礎原理 林一 [ほか]著 丸善 2002

## 訳書
以下、林が翻訳した本の一部を年代順に列挙する。

### 単訳書
- V.スミルガ『やさしい相対性理論』ダイヤモンド社　1966年
- J.R.ニュー『数学から超数学へ―ゲーデルの証明』白揚社 1968年
- D・W・シアマ『相対性・重力・宇宙』ダイヤモンド社 1968年
- 楊振寧『素粒子の発見―核物理学の歩み』みすず書房 (みすず科学ライブラリー〈3〉) 1968年
- M.ボルン『アインシュタインの相対性理論』東京図書 (科学技術選書) 1968年
- N.ボーア　他著 『アインシュタインとの論争』 林一 訳[編] 東京図書 1969 (科学技術選書)
- C.ランチョス『アインシュタインと宇宙の秩序―=相対論から統一場へ=』東京図書 (科学技術選書) 1970年
- 国際連合教育科学文化機関『科学と綜合―アインシュタインとテイヤールをめぐって 物理・生命科学から人間科学へ』 白揚社 1979年
- ヘレン・デュカス, バネシュ・ホフマン『素顔のアインシュタイン』東京図書　 1979年
- リリアン・R.リーバー  (著), ヒュー・グレイ・リーバー (イラスト)『相対論の詩』東京図書　1979年
- リチャード・モリス『光の博物誌―神話・絵画・写真・現代物理学etc.』東京図書 1980年
- C.V.ダレル『アリスの相対性理論―相対性理論の早わかり』東京図書 1980年
- J.N.イスラム『宇宙の未来はどうなるか』岩波書店 (岩波現代選書) 1984年
- J.D.バロー, J.シルク『宇宙はいかに創られたか』岩波書店 (岩波現代選書) 1985年
- A.I.M. レイ『量子論―幻想か実在か』岩波書店 (科学ライブラリー) 1987年
- ジュディス・フーパー , ディック・テレシー『3ポンドの宇宙・脳と心の迷路―心の科学から魂のニューフロンティアまで脳をめぐる革命的発見』白揚社 1989年　のち『脳と心の迷路―心の化学から魂のニューフロンティアまで』と改題して新版
- スティーブン・ホーキング 『ホーキング、宇宙を語る―ビッグバンからブラックホールまで』 早川書房 （1989年） ISBN 978-4152034014 or ISBN 978-4150501907（翻訳元：Stephen W. Hawking. "A Briefer History of Time," Bantam Books (1988) ISBN 978-0553380163）
- スティーヴン・W. ホーキング (編集)『「ホーキング、宇宙を語る」ガイドブック』早川書房 1992年
- エリック・J. ラーナー『ビッグバンはなかった』河出書房新社 1993年
- ロジャー・ペンローズ 『皇帝の新しい心　コンピュータ・心・物理法則』 みすず書房（1994年） ISBN 978-4622040965 （翻訳元：Roger Penrose."The Emperor's New Mind: Concerning Computers, Minds, and the Laws of Physics." Oxford University Press. (1989) ISBN 978-0198519737 or Penguin USA [Reprint ver.] (1991) ISBN 978-0140145342）
- ジョージ・スムート, ケイ・デイヴィッドソン『宇宙のしわ―宇宙形成の「種」を求めて』草思社 1995年
- ポール・デイヴィス『時間について―アインシュタインが残した謎とパラドックス』早川書房 1997年
- アリス・カラプリス (編集)『アインシュタインは語る』白揚社 1997年
- スティーヴン・ホーキング、ロジャー・ペンローズ『ホーキングとペンローズが語る　時空の本質　―ブラックホールから量子宇宙論へ』 早川書房 (1997年) ISBN 4-15-208076-0 （翻訳元: Stephen Hawking and Roger Penrose."The Nature of Space and Time," Princeton University Press (1996), [New Editon] (2000) ISBN 978-0691050843）
- キップ・S. ソーン『ブラックホールと時空の歪み―アインシュタインのとんでもない遺産』白揚社 1997年
- スタン・P. フランクリン『心をもつ機械―人工知能の誕生と進化』三田出版会 1997年
- フリーマン・ダイソン 『フリーマン・ダイソン 科学の未来を語る』 三田出版会 （1998年） ISBN 978-4895832205（翻訳元：Freeman Dyson. "Imagined Worlds ," Harvard University Press. (1997) ISBN 978-0674539082）
- デイヴィッド・ドイッチュ 『世界の究極理論は存在するか : 多宇宙理論から見た生命、進化、時間』 朝日新聞社 （1999年） ISBN 978-4022574091（翻訳元：David Deutsch. "The Fabric of Reality: The Science of Parallel Universes-And Its Implications," Allen Lane (1997) ISBN 978-0713990614）
- ジョン・D・バロー 『万物理論 究極の説明を求めて』 みすず書房 (1999年) ISBN 978-4622039556 （翻訳元：John D. Barrow "Theories of Everything: The Quest for Ultimate Explanation." Oxford University Press. (1990)  or Clarendon Press.(1991) ISBN 978-0198539285）
- マーティン・リース『宇宙を支配する6つの数』草思社 (サイエンス・マスターズ) 2001年
- ロジャー・ペンローズ 『心の影―意識をめぐる未知の科学を探る（上）（下）』 みすず書房 （2001年） ISBN 978-4622041269 and ISBN 978-4622041276 （翻訳元：Roger Penrose. "Shadows of the Mind: A Search for the Missing Science of Consciousness." Oxford University Press. (1994) ISBN 0-19-853978-9）
- デイヴィッド・チャーマーズ 『意識する心―脳と精神の根本理論を求めて』 白揚社 （2001年） ISBN 978-4826901062 （翻訳元：David J. Chalmers. "The Conscious Mind: In Search of a Fundamental Theory." Oxford University Press. (1996) ISBN 0-19-511789-1 or ISBN 0-19-510553-2）
- リー・スモーリン 『量子宇宙への３つの道』（抄訳） 草思社 (2002年) ISBN 978-4794211569 （翻訳元：Lee Smolin. ""Three Roads to Quantum Gravity,"" Weidenfeld & Nicolson (2000) ISBN 978-0297643029 or Basic Books [Reprint ver.] ISBN 978-0465078363）
- P.C.W. デイヴィス『タイムマシンをつくろう！』草思社 2003年　のち『タイムマシンのつくりかた』として文庫化
- G. ミルバーン『ファインマン・プロセッサ―夢の量子コンピュータ』岩波書店 2003年
- スティーブン・ホーキング 他『時空の歩き方 時間論・宇宙論の最前線』早川書房 2004年
- サイエンティフィック・アメリカン (編集)『科学の最前線 1 宇宙の創生と進化』日本経済新聞社 2005年
- レン・フィッシャー『魂の重さは何グラム? : 科学を揺るがした7つの実験』林一 訳 新潮社 2006 のち新潮文庫
- パレ・ユアグロー『時間のない宇宙―ゲーデルとアインシュタイン 最後の思索』白揚社  2006年
- アミール・D. アクゼル『相対論がもたらした時空の奇妙な幾何学―アインシュタインと膨張する宇宙』早川書房 (ハヤカワ文庫NF) 2007年
- マーカス・チャウン『量子論で宇宙がわかる』集英社 (集英社新書) 2011年

### 共訳書
- H.E.デュードニー『パズルの王様』ダイヤモンド社　藤村幸三郎 (翻訳), 林 一 (翻訳) (1965年)
- H.E.デュードニー『パズルの王様2』ダイヤモンド社　藤村幸三郎 (翻訳), 林 一 (翻訳) (1965年)
- K.L.ガードナー『新しい代数学の発見』ダイヤモンド社 遠山啓, 林一 (翻訳) 1968年
- ゲ・イ・ボクロフスキー『宇宙の物理学』東京図書 (科学普及新書) 小林茂樹 (翻訳), 林一 (翻訳) 1968年
- ジャジット・シン『情報・言語・サイバネティックス―情報機械への認識』白揚社 林 一 ,梅田 宗宏 (翻訳) 1970年
- H.ドゥカス『アインシュタイン―創造と反骨の人』河出書房新社, 鎮目恭夫 (翻訳), 林 一 (翻訳)　1974年
- J.D.パナール『人間の拡張―物理学史講義』みすず書房 鎮目 恭夫 (翻訳), 林 一 (翻訳) 1976年
- V.F.トゥルチン『人間の現象としての科学1,2』岩波書店 (岩波現代選書) 鎮目 恭夫 (翻訳), 林 一 (翻訳) 1979年
- ダグラス・ホフスタッター 『ゲーデル、エッシャー、バッハ―あるいは不思議の環』 共訳者：野崎昭弘, 柳瀬尚紀, 白揚社 （1985年） ISBN 978-4826900256 or ISBN 978-4826901253 （翻訳元：Douglas R. Hofstadter. "Gödel, Escher, Bach: an Eternal Golden Braid" Basic Books. (1979) ISBN 0-465-02656-7）
  - 『ゲーデル、エッシャー、バッハ―あるいは不思議の環 20周年記念版』白揚社、2005年10月。
- ジョージ・ガモフ『完本 トムキンスの冒険』白揚社 伏見康治 (翻訳), 鎮目恭夫 (翻訳), 市井三郎 (翻訳), 林一 (翻訳) 1990年
- ロバート・P. クリース, チャールズ・C. マン『素粒子物理学を作った人々(セカンド・クリエイション)』早川書房, 鎮目 恭夫 (翻訳), 小原 洋二 (翻訳), 林 一 (翻訳) 1991年　のちハヤカワ文庫
- マイケル・ホワイト, ジョン・グリビン『スティーヴン・ホーキング―天才科学者の光と影』早川書房  林 一 (翻訳), 鈴木 圭子 (翻訳)　1992年
- ブライアン・グリーン 『エレガントな宇宙―超ひも理論がすべてを解明する』 共訳者：林大, 草思社 （2001年） ISBN 978-4794211095 （翻訳元：Brian Greene. "The Elegant Universe - Superstrings, Hidden Dimensions and the Quest for the Ultimate Theory." W. W. Norton. (1999) ISBN 0393046885）
- フリーマン・ダイソン『科学の未来』みすず書房 はやし はじめ (翻訳), はやし まさる (翻訳) 2006年
- ジョン・D・バロウ『宇宙論大全 相対性理論から、ビッグバン、インフレーション、マルチバースへ』青土社 , 林一 (翻訳), 林大 (翻訳)　2013年